# عمارة باروكية

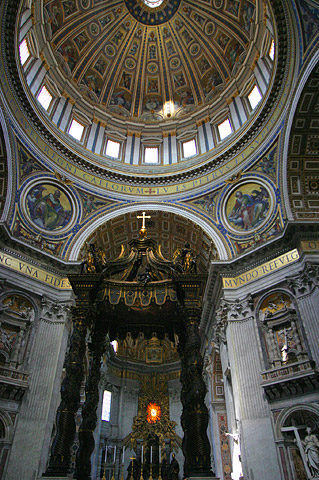
كنيسة في روما

بدأت عمارة الباروك في القرن السادس عشر الميلادي. وبحلول القرن السابع عشر الميلادي، انتشرت في جميع أنحاء إيطاليا وأجزاء أخرى من أوروبا. وقصد المعماري الباروكي أن يترك أثرًا دراميًا من خلال أعماله. والمبنى الباروكي النموذجي يتصف بالأشكال المنحنية والاستخدام المتقن والمعقد للأعمدة والمنحوتات واللوحات المزخرفة من أجل الزينة. وكان أهم المؤيدين لعمارة الباروك الكنيسة الرومانية الكاثوليكية وملوك أوروبا الأقوياء، حيث نتج تأييد الكنيسة من الإصلاح المضاد في القرنين السادس عشر والسابع عشر الميلاديين. انظر: الإصلاح المضاد. وقد أثارت حركة التحديث في الكنيسة جيشانًا من الحماس الديني في الأقطار الكاثوليكية، وصمم المعماريون كنائس وأَدْيرة على طراز الباروك عكست الدراما والعاطفة لتلك الروح الدينية. وفي نفس الوقت، أراد الملوك الأقوياء تمجيد سلطاتهم. وكانت القصور الباروكية الفخمة هي التي تعبر عن سلطة هؤلاء الحكام.
وأبرز الأمثلة لطراز الباروك ظهرت في إيطاليا والنمسا وأسبانيا وجنوبي ألمانيا. ويُصنَّف جان لورنزو برنيني وفرانسيسكو بروميني وغوارنيو غواريني من أشهر معماريّيي الباروك في إيطاليا. ويعكس صف الأعمدة على شكل ثقب المفتاح، الذي صممه برنيني لاحتواء فناء كنيسة القديس بطرس، إعجاب الباروك بالأعمدة. وميّزت المنحنيات والأشكال الملتوية كنيسة بروميني الشهيرة (كنيسة القديس أجنيزي) في ساحة نافونا (1653 ـ 1657م) في روما. ومن أشهر تصميمات غواريني كنيسة سان لورنزو (1668 ـ 1687م) في تورينو. وتصور الكنيسة قبة مخروطية الشكل داخلها شكل مثمَّن الأضلاع. وقد صمم يوهان بيرنهارد فيشر فون ايرلاخ من النمسا وبلاتهازر نيومان من ألمانيا كنائس وقصورًا مشهورة في بلدانهم. وأكثر طرز الباروك الأسباني تطورًا هو ذلك الذي يسمى شوريجورسك. وجاء هذا الاسم من اسم الإخوة الثلاثة ـ ألبرتو وبواكين وخوزيه شوريجورا ـ وهم من أوائل رواد هذا الطراز.
وفي فرنسا وإنجلترا، ظل طراز الباروك أقل تأثيرًا مما كان عليه في كثير من البلدان الأوروبية الأخرى. وقد احتفظ المعماريون الفرنسيون والإنجليز بالمربع والمستطيل والدائرة من طراز عصر النهضة كأشكال أساسية للزخرفة. وصمموا مباني ضخمة بهذه الخطوط البسيطة وصفوف الأعمدة والنوافذ المتعاقبة.
وربما كان أبرز مبنى من طراز الباروك الفرنسي هو قصر فرساي الفخم (حوالي 1661م). وكان معماريا القصر الرئيسيان هما لويس لو فاو وجول هردوين مانسار. ويبلغ طول القصر أكثر من 400م وبه حوالي 1,300غرفة.
وقد صمم السير جون فانبرا أكثر قصور الباروك الإنجليزية بذخًا، وهو قصر بلنهايم (1705 ـ 1724م) في أكسفوردشاير. وكان السير(كريستوفر رن) المعماري الرائد للطراز الباروكي الإنجليزي، وكان تصميمه لكاتدرائية القديس بول (1675-1710م) في لندن أحد روائع هذا الطراز.